# Beryl Bryden
Beryl Audley Bryden (* 11. Mai 1920 in Norwich, Norfolk; † 14. Juli 1998 in London) war eine englische Sängerin und Waschbrettspielerin des Traditional Jazz. Ella Fitzgerald nannte sie „Großbritanniens Königin des Blues“.

## Leben und Karriere
Zunächst leitete sie einen Nat-Gonella-Fanclub, bevor sie selbst anfing, als Musikerin aufzutreten. Sie sang bei der Band von Humphrey Lyttelton, dann auch bei Freddy Randall und mit amerikanischen Stars wie Buck Clayton, Louis Armstrong und Bud Freeman (mit dem sie auch aufnahm). 1953 und 1954 trat sie in Paris mit Lionel Hampton auf. Anschließend wurde sie Mitglied von Chris Barbers Band, wo sie an den Aufnahmen von Rock Island Line (1955) beteiligt war, zu dieser Zeit arbeitete sie auch mit Alexis Korner und Cyril Davies zusammen. Später spielte sie bei Monty Sunshine, wo sie insbesondere Bessie-Smith-Titel interpretierte und im Coney Island Washboard Blues ihre Perkussionstechnik auf dem Waschbrett demonstrieren konnte. Sie arbeitete auf dem Kontinent auch mit Fatty George und mit den Tremble Kids. 1960 trat sie auf dem Festival von Antibes auf, bevor sie durch den Fernen Osten und Afrika tourte. Anschließend spielte sie in Gruppen wie der Ted Easton Jazz Band oder The Piccadilly Six, aber auch mit Alex Welsh. 1979 gastierte sie auf dem North Sea Jazz Festival mit der Rod Mason Jassband. Von diesem Konzert erschien eine LP auf dem Black Lion Label. In den 1980ern nahm sie an einer Theaterproduktion Jazzin’ Around mit der Pete Allens Band teil und trat mit den holländischen New Orleans Syncopators auf (und nahm auch ein Album mit ihnen auf). Weiterhin spielte sie mit der Metropolitan Jazz Band, Digby Fairweather, der Alex Welsh Reunion Band und ihren Blue Boys. Noch kurz vor ihrem Tod nahm sie 1998 mit Nat Gonella auf. Sie textete auch eine liebevolle Hommage für Louis Armstrong – zur Melodie von When the Saints erzählte sie seine Lebensgeschichte: A Boy from New Orleans.

## Diskographischer Hinweis
- Two Moods of Beryl Bryden – (Audiophile Records 1994) mit Bud Freeman, Lennie Felix (aufg. 1975 in Holland) und mit „The Sweetwood Dixie Stompers“ (aufg. 1984)

## Lexigraphischer Eintrag
- Ian Carr, Digby Fairweather, Brian Priestley: Rough Guide Jazz. Der ultimative Führer zur Jazzmusik. 1700 Künstler und Bands von den Anfängen bis heute. Metzler, Stuttgart/Weimar 1999, ISBN 3-476-01584-X.